# دکوپلاژ (الکترونیک)

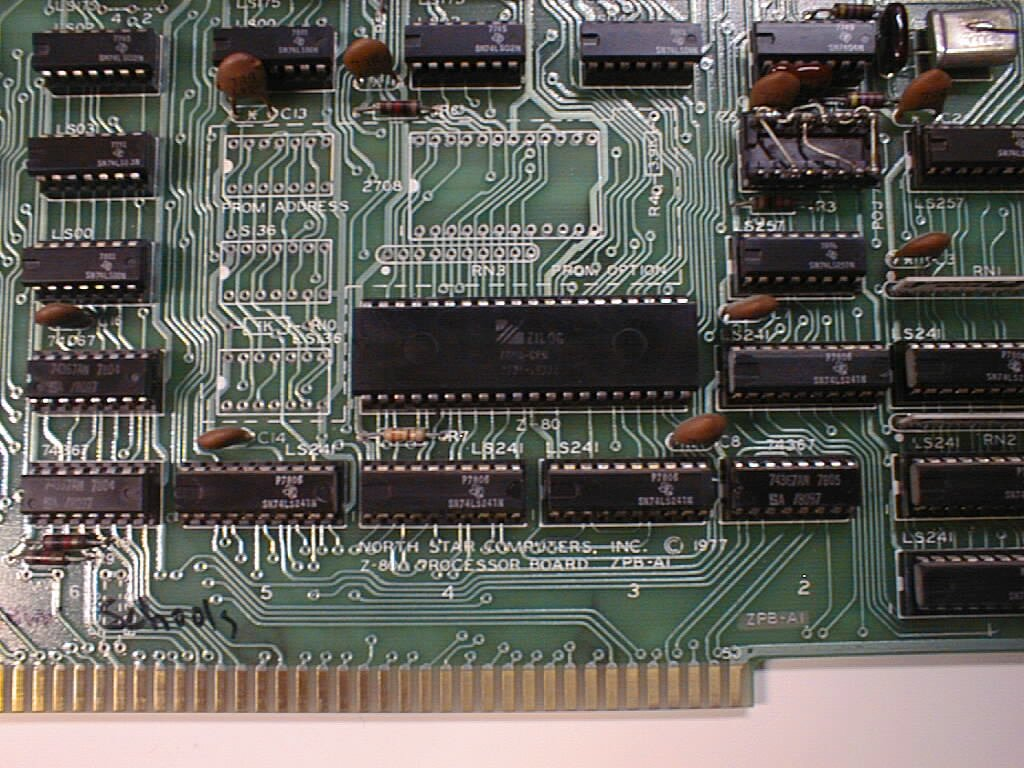
یک برد پردازنده با واتزویج خط‌های تغذیه در هر تراشه دیگر با استفاده از خازن‌های کوچک. فناوری تمام-سوراخ نشان داده شده منسوخ شده است (فناوری نصب‌سطحی در حال حاضر معمول است) اما اصول کلی واتزویج‌سازی ثابت باقی مانده.

در الکترونیک، دِکوپلاژ (به انگلیسی: decoupling) یا واتزویج یا دی‌کوپلینگ جلوگیری از انتقال انرژی الکتریکی نامطلوب (تزویج) بین زیرسامانه‌ها است.
یک مثال رایج، اتصال خازن‌های واتزویج موضعی نزدیک به سیم‌های برق مدارهای مجتمع برای سرکوب تزویج از طریق اتصالات منبع تغذیه است. اینها به عنوان یک مخزن انرژی محلی کوچک عمل می‌کنند که مدار را در طول دوره‌های تقاضای جریان گذرا و بالا تأمین می‌کند و از پایین آمدن ولتاژ روی خط منبع تغذیه توسط بار جریان لحظه‌ای جلوگیری می‌کند. نمونه رایج دیگر استفاده از خازن‌های واتزویج، مقاومت بایاس امیتر تقویت‌کننده‌های امیتر مشترک ترانزیستوری است تا از جذب بخشی از توان خروجی AC تقویت‌کننده توسط مقاومت جلوگیری شود.
مهره‌های فریت پُرتلف نیز ممکن است برای جداسازی یا «جزیره» بخش‌های مدار استفاده شوند. اینها یک امپدانس سری بالا (برخلاف امپدانس موازی کم که توسط خازن‌های واتزویج اضافه می‌شود) به خط‌های منبع تغذیه اضافه می‌کنند و از خروج جریان‌های فرکانس بالا از نقاط دیگر سامانه جلوگیری می‌کنند.